# コスティン・ラザル
コスティン・ラザル（Costin Lazăr, 1981年4月24日 - ）は、ルーマニア・ブカレスト出身の同国代表サッカー選手。FCヴォルンタリ所属。ポジションはMF。

## 経歴
FCスポルトゥル・ストゥデンツェスクにて長年プレーした後、FCラピド・ブカレストへ移籍。キャプテンを務める。ラピドとの契約更新を拒み、2011年7月にギリシャのPAOKテッサロニキへ移籍した。
2016年9月1日、リーガ1のFCヴォルンタリに加入し母国へ復帰することが発表された。

## エピソード
2009年3月21日、FCオツェルル・ガラツィ戦にてラザルはペナルティエリア内で相手選手に倒され、レフェリーはPKを宣告。しかし、ラザルはファールではないとレフェリーに申告し、PKは取り消された。フェアプレーを実践したこの行為は称賛された。

## タイトル
ラピド・ブカレスト
- リーガ1 : 2006-07

ヴォルンタリ
- リーガ1 : 2016-17